# Павел I (король Греции)
Па́вел I (греч. Παύλος Αʹ, 14 декабря 1901 — 6 марта 1964) — восьмой король Греции в 1947—1964 годах из династии Глюксбургов. После упразднения монархии в Румынии 30 декабря 1947 года являлся единственным царствующим православным монархом.

## Биография
Представитель династии Глюксбургов, греческой ветви Ольденбургской династии. В молодости прошёл подготовку морского офицера.
С 1917 по 1920 годы Павел I жил в эмиграции со своим отцом, королём Греции Константином I. С 1923 по 1935 годы и с 1941 по 1946 годы также находился в эмиграции с братом, королём Греции Георгом II. В 1935 году провозглашён наследным принцем.
Во время Второй мировой войны входил в состав греческого правительства в изгнании в Лондоне и в Каире. Из Каира посылал радиообращения к греческому народу. Вернулся в Грецию в 1946 году.
В 1947 году после смерти старшего брата, короля Георга II, стал королём Греции. Это был период Гражданской войны в Греции между греческими коммунистами и правительством монархистов. Гражданская война завершилась 16 октября 1949 года поражением коммунистов.
Несмотря на политическую и экономическую стабильность, в Греции росла приверженность республиканству, а король Павел и королева-консорт Фредерика Ганноверская постоянно критиковались за вмешательство в политику, частые зарубежные поездки и слишком дорогое для общества содержание королевской семьи. На его царствование пришёлся кипрский конфликт с Великобританией, которая до того момента относилась к Греции благосклонно. Кипр стал независимой республикой в 1960 году.
К концу 1950-х годов здоровье короля значительно ухудшилось. В 1964 году из-за рака желудка он перенёс операцию. Через неделю после операции 6 марта 1964 года Павел I скончался.

## Дети
От супруги Фредерики Ганноверской у Павла родились дети:
- София (родилась в 1938), жена короля Испании Хуана Карлоса I
- Константин (1940—2023), правящий король Греции в 1964—1967 годах, с 13 декабря 1967 в эмиграции.
- Ирена (родилась в 1942).